# Starburst (caramelos)
Starburst (originalmente conocido como Opal Fruits) es una marca de caramelos masticables cúbicos con sabor a fruta fabricados por Wrigley, una subsidiaria de Mars, Inc.. También se venden Jelly Beans (conocidos como Joosters), piruletas, gomitas, bastones de caramelo, y brillo labial bajo esta marca (este último en cooperación con la marca Lip Smackers).

## Historia

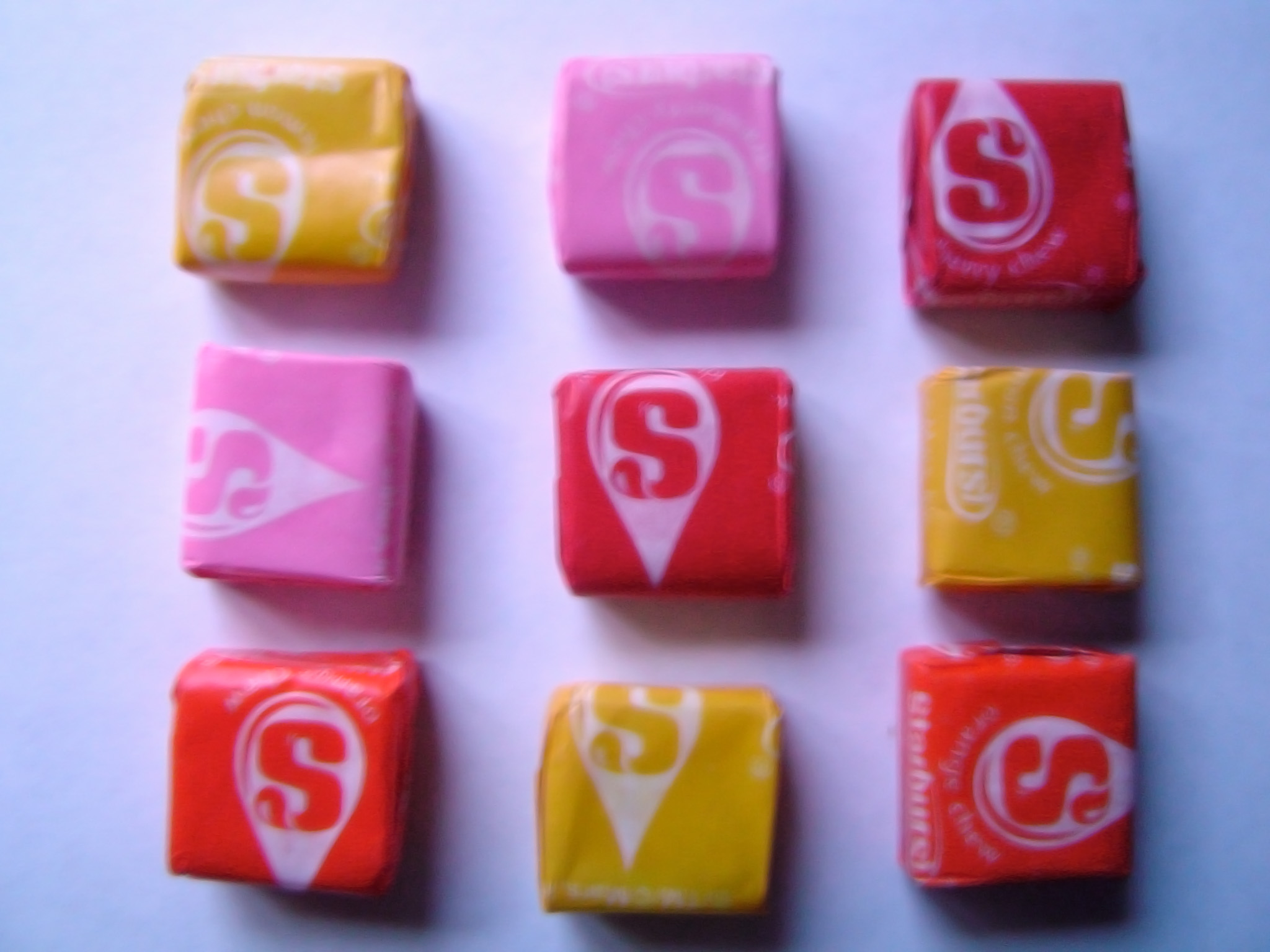
Los sabores típicos de Starburst.

Los Starburst se lanzaron a la venta por primera vez en 1960 en el Reino Unido bajo el nombre de Opal Fruits. Los cuatro sabores originales fueron fresa, cereza, naranja, y lima. El producto se vendió por primera vez en Estados Unidos en 1976 bajo la marca de Starburst. En Estados Unidos, los Starburst son fabricados en Waco, Texas y los sabores que se venden bajo el nombre de "Original Fruit Chews" son cereza, limón, fresa, y naranja.